# 無冕急先鋒
《無冕急先鋒》（英文：File Noir（Mo Min Kap Sin Fung）），是香港無綫電視1988年拍攝的電視連續劇，全劇共20集，監製李鼎倫，本片的主角為邵仲衡。此經典劇周星驰亦有出演。
本劇於2011年4月22日在TVB星河頻道及2016年1月在TVB經典台重播。

## 故事大綱
記者侯萬雲為追查一油輪爆炸案真相，懷疑此事乃歐冠豪為首之財團欺騙保險金所為，他藉著與冠豪之女歐曼菁之關係接近他，希望查出真相。 冠豪乃一野心極大之梟雄，為擴張勢力，用詭計吞併對手的勢力，並利用侯萬雲搜集的犯罪證據，使對頭入獄。
此時，萬雲之好友警隊督察謝國棟，因女友CANDY慘死，懷疑此事乃冠豪之手下李朗所為，遂決定與老拍檔沙展李凡緊密追查，及後國棟因調查期間遭人陷害而被調職，由女督察洪惠玲接管其職務。惠玲乃萬雲之女友，一直反對萬雲調查冠豪，更阻止李凡繼續協助國棟，令李凡對這位新上司諸多不滿，經常針鋒雙對，令調查更加一籌莫展。
及後，萬雲為調查真相，以身犯險，假意投入冠豪之犯罪集團，望與國棟及李凡等來個裡應外合，究竟萬雲、國棟及李凡最終能否找出真相，將犯人繩之於法呢？

## 演員表
- 邵仲衡 飾 侯萬雲Jimmy
- 黎美嫻 飾 洪惠玲Gracy(於第3集調任荃灣重案組高級督察)
- 劉碧儀 飾 區蔓菁Emily(第1集, 第6集起)
- 周星馳 飾 張家樹(荃灣重案組督察)
- 吳孟達 飾 李  凡(原為軍裝警員,後調任荃灣重案組)第3集起
- 甄子丹 飾 謝國棟(荃灣重案組高級督察,後調任)
- 黎耀祥 飾 細輝(荃灣重案組警員)第3集起
- 駱應鈞 飾 姜寧(第1集起)
- 鄭艷鳳 飾 侯瑩瑩Rebecca(時裝)第1集起
- 姚正菁 飾 Ruby(Model)第1集起
- 劉安琪 飾 Kitty(第1-2集)
- 吳詠虹 飾 Candy(Model)
- 鮑　方 飾 雲叔
- 黎冠成
- 吳鎮宇 飾 李　朗
- 曾　江 飾 歐冠豪
- 蔣奕明 飾 (第1集)
- 方偉明
- 羅國維 飾 何森(保險公司董事)
- 黃思恩
- 李揚道
- 許逸華
- 王維德
- 葉尚華 飾 冼志強(龍翔實業老闆)
- 蔡　雲
- 楊子韜
- 黃宗賜
- 梁淑兒
- 莫綺倫
- 麥子雲
- 薛春煒
- 曾慧雲
- 馬慧玲
- 田永加
- 吳華山
- 鮑偉亮
- 梁英偉
- 蘇漢生

- 吳博君
- 曾守明
- 李國平
- 吳啟明 飾 冼志謀
- 劉兆銘
- 凌　漢
- 余慕蓮l
- 李煌生
- 張志強
- 林綺雯
- 徐廣林
- 郭政鴻
- 徐寶麟
- 叢世權
- 梅　蘭
- 姜為南
- 何貴林
- 楊子韜
- 俞　明
- 周天得
- 韓　俊
- 溫麗燕
- 梁　愛
- 麥長青
- 林嘉麗
- 梅小惠
- 張蓀薇
- 佩　雲
- 馬慶生
- 袁忠義
- 林文龍
- 江明輝
- 梁建平
- 譚一清
- 戴志偉
- 蘇珮珊
- 江　寧
- 葉碧雲
- 錢栢鋼
- 楊啟芳
- 許實賢
- 林建輝
- 鍾志洪
- 陳國權
- 曹德堅
- 王美華_(1967年)王美華
- 焦　雄
- 陳家碧
- 孫季卿
- 黎壁光
- 黃澤鋒
- 田治義
- 杜兆津
- 秦卓勳